# Marduk-zakir-shumi I
Marduk-zakir-shumi I o Marduk-zakir-šumi I va ser un rei de Babilònia, de la IX Dinastia o de l'anomenada Dinastia E, segons la Llista dels reis de Babilònia, que va regnar des de l'any 855 aC al 819 aC. Va ser contemporani dels reis d'Assíria Salmanassar III i Xamxi-Adad V, amb els que va establir diversos tractats d'aliança.
A l'inici del seu regnat, el seu germà Marduk-bēl-ušati es va revoltar contra ell, i es va veure obligat a cedir-li la meitat del regne. Va cridar a Salmanassar III, que va arribar per ajudar-lo, i va ocupar dues ciutats que havien caigut a les mans del germà rebel, Me-Turnat i Lakhiru, al Zab Inferior. A l'any següent el va atacar a la seva capital, Gananate, on el va vèncer, restablint la totalitat del territori a Marduk-zakir-shumi. Van segellar un nou tractat de pau.
El fill de Salmanassar, Xamxi-Adad V va tenir dificultats per conservar el tron, i Marduk-zakir-shumi no li va prestar ajuda. El rei assiri va haver de comprar amb diners el seu recolzament. Finalment van signar un tractat d'aliança que s'ha conservat fragmentari, però sembla que era molt favorable al rei de Babilònia.